# East Los Angeles
East Los Angeles statisztikai település az USA Kalifornia államában, Los Angeles megyében. Lakosainak száma 118 786 fő (2020. április 1.).

## Népesség
A település népességének változása:

| 2010 | 126 496 |
| 2020 | 118 786 |